# 索斯诺夫卡 (楚河州)
索斯诺夫卡（俄语：Сосновка）是吉尔吉斯斯坦楚河州下辖的一个村，始建于1912年。根据2009年吉尔吉斯共和国人口普查，全村人口为5568人。